# 特拉維夫會議中心

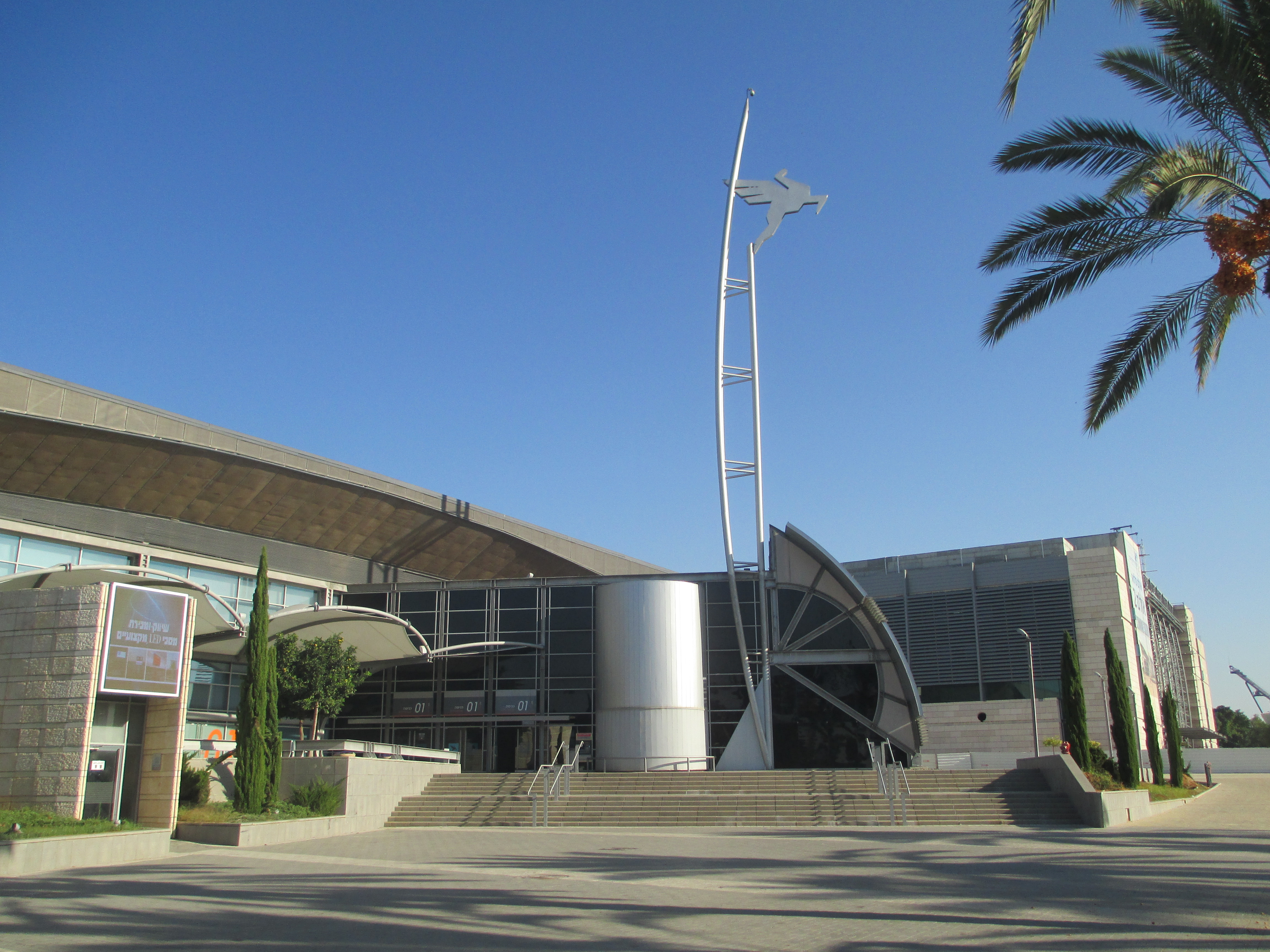
特拉維夫會議中心

特拉維夫會議中心（希伯來語：מרכז הירידים - תל אביב）是位於以色列城市特拉維夫北部的一座建築，靠近特拉維夫大學火車站。会议中心内可举办包括音乐会、展览、贸易展览会及会议等各种活动。
特拉維夫會議中心最初成立於1932年。會議中心每年有約250萬访客，並舉辦45至60場大型活動。整个区域包括10个大厅和展厅，以及一个包括游乐场的大型室外场所。
2018年9月13日，特拉维夫会议中心被宣布为在2019年5月14至18日举办2019年欧洲歌唱大赛的场所。
2022年这里举办了特拉维夫网球公开赛。

## 外部連結
- 特拉维夫会议中心官方网站 （英文）